# Phyllida Law
Phyllida Law (Glasgow, 8 de mayo de 1932) es una actriz británica.

## Biografía
Nació en Glasgow, sus padres, William y Megsie Law, se divorciaron después de la Segunda Guerra Mundial.

## Carrera
Law ha trabajado mucho en televisión, incluyendo apariciones en Dixon of Dock Green, Rumpole of the Bailey y la adaptación del cuento de 1972 de Lord Peter Wimsey, The Unpleasantness at the Bellona Club.
Ella apareció en películas como Peter's Friends (1992), Mucho ruido y pocas nueces (1993) y The Winter Guest (1997).
En 2007 ella fue la estrella invitada en la serie de ciencia ficción Doctor Who - como Bea Nelson-Stanley. Además en 2007 interpretó a la tía Auriel en el drama Kingdom protagonizada por Stephen Fry.

## Vida personal
Se casó con Eric Thompson y estuvieron juntos hasta que él falleció en 1982. Sus dos hijas Emma y Sophie Thompson son actrices. Ella ha aparecido en muchos documentales y entrevistas sobre el trabajo de su marido en The Magic Roundabout.

## Filmografía
- Play School (1964)
- The Unpleasantness at the Bellona Club (1972)
- Hitler: The Last Ten Days (1973)
- The Barchester Chronicles (1982)
- That's Love (1988-92) (serie de televisión)
- The House of Eliott (1991) (serie de televisión)
- Peter's Friends (1992)
- Much Ado About Nothing (1993)
- Junior (1994)
- Emma  (1996)
- The Winter Guest (1997)
- Ana Karenina (1997)
- La leyenda mágica de los Leprechauns (1999)
- Saving Grace (2000)
- La máquina del tiempo (2002)
- Brush with Fate (2003)
- Danny the Dog (2005)
- Mee-Shee: The Water Giant (2005)
- Mia Sarah (2006)
- Pinochet's Last Stand (2006)
- Kingdom (2007—)
- The Sarah Jane Adventures (2007)
- Vivir para siempre (2010)